# Rampon de Barcelone
 (octobre 2009).
Si vous disposez d'ouvrages ou d'articles de référence ou si vous connaissez des sites web de qualité traitant du thème abordé ici, merci de compléter l'article en donnant les références utiles à sa vérifiabilité et en les liant à la section « Notes et références ».
Rampon de Barcelone est un comte de Barcelone, Gérone, Ausona et Besalù et marquis de Gothie qui gouverna de 820 à 825.

## Biographie
Après la déposition forcée de Berà I en 820, l'Empereur Louis le Pieux considéra prudent de confier ses comtés à un noble éloigné de la lutte de partis qui venait de se dérouler en Gothie. Il choisit le franc Rampón qui avait servi fidèlement Charlemagne, et qui avait été chargé de lui annoncer la mort de son père l'emperereur à Doué-la-Fontaine (Anjou) au début de 814.
On pense que Rampon gouverna à Barcelone, Gérone, Ausona et Besalú, avec les titres de comte et marquis, ce dernier titre étant réservé uniquement aux possesseurs de comtés frontaliers. En 821, la cour d'Aix-la-Chapelle ordonna de saccager le territoire musulman, ordre qui devait être exécuté en 822, en direction de la rivière Sègre. On estime qu'Aznar Ier Galíndez, comte d'Urgell et de Cerdagne et ancien comte ayant été démis de l'Aragon, faisait partie également de cette expédition.
Un diplôme tardif (11 mai 844) mentionne le fait que le monastère Sant Pere d'Albanyà en Besalù a été construit avec la permission du marquis Rampon. Un autre diplôme du 11 septembre 823 en faveur du monastère de Banyoles fait état de l'intercession du comte Rampon,.
Rampon mourut probablement en 825. Il fallut attendre l'assemblée de février 826 à Aix-la-Chapelle pour lui trouver un successeur. L'empereur Louis le Pieux désigna comme remplaçant, le chef du parti de la guerre, Bernard de Septimanie, fils de Guillaume de Gellone